# 4185 Phystech
4185 Phystech è un asteroide della fascia principale. Scoperto nel 1975, presenta un'orbita caratterizzata da un semiasse maggiore pari a 2,2178048 UA e da un'eccentricità di 0,0973147, inclinata di 2,23218° rispetto all'eclittica.